# Oil City (Pensylwania)
Oil City – miasto w Stanach Zjednoczonych, w stanie Pensylwania, w hrabstwie Venango. W 2010 roku liczyło 10 557 mieszkańców.